# Banda de Turistas
Pour les articles homonymes, voir BDT.
Banda de Turistas, souvent abrégé BDT, est un groupe argentin de rock alternatif, originaire de Buenos Aires. Formé en 2005, le groupe compte au total quatre albums studio ; Mágico corazón radiofónico (2008), El Retorno (2009), YA (2012), et Lo que más querés (2014).

## Historique
Banda de Turistas est formé de la fusion de deux groupes, un orienté musique instrumentale et rock spatial, et l'autre influencé par la musique des années 1960, du rock, et de la pop en espagnol. De ce mélange émerge Banda de Turistas, qui se concentre davantage sur le rock, à la pop, à la musique psychédélique et à la musique électronique.
Au début de 2007, ils publient leur premier EP, Cóctel de instantáneo, en téléchargement gratuit sur le site web du label Mamushka Dogs Records. Il comprend cinq chansons instrumentales de faible qualité enregistrées et produites par le groupe à domicile.
En mars 2008, Jarvis Cocker, leader du groupe Pulp, qu'ils ont contacté sur Myspace, ouvre le premier des deux concerts de BDT à La Trastienda. Ainsi, ils commencent à traverser le circuit provincial du rock. En avril, ils ouvrent la section En Caliente du magazine Rolling Stone. En mai, ils jouent au Buenos Aires Calling, et également au Niceto Club. En juin, ils jouent dans le cadre du festival Ciudad Emergente au Centro Cultural Recoleta. En juillet, ils publient leur premier album studio, Mágico corazón radiofónico,, et sont bien accueillis localement par le magazine Rolling Stone. L'album est mixé par Mario Caldato Jr., à qui ils ont envoyé les fichiers sur Internet, sur lesquels il travaillera dans son studio de Los Angeles. La couverture de l'album est signée La Trastienda Club.
En 2009, ils publient leur deuxième album, El Retorno. Mixé et masterisé aux studios Abbey Road à Londres, l'album les place comme l'un des nouveaux groupes les plus frappants du circuit latino-américain, et est positivement accueilli par la presse argentine. Ils sont également accueillis au Mexique, au Chili et au Pérou. En soutien à leur album, ils jouent dans des pays comme l'Argentine, le Mexique, les États-Unis dans des festivals tels que le Rock al parque (Colombie), Vive Latino (Mexique), et le LAMC (New York). Ils terminent l'année à l'Auditorio Belgrano.
En 2010, ils tournent en Amérique latine et aux États-Unis. Ils font escale au Mexique dans des villes comme DF, Guadalajara, San Luis Potosí, Monterrey, Puebla, Cuernavaca, Nezalcoyotl, et Morelos. Ils jouent au festival SXSW à Austin, au Texas, le 18 mars 2010. À la fin de l'année, en septembre, ils sont nommés dans la catégorie rock à la première édition des Grammy Latinos, cérémonie organisée à Las Vegas, pour leurs deux premiers albums. En 2012 sort leur troisième album studio, YA. Il est suivi par l'album Lo que más querés en 2014.

## Discographie

### Albums studio
- 2008 : Mágico corazón radiofónico
- 2009 : El Retorno (Vibre/PopArt)
- 2012 : YA (PopArt)
- 2014 : Lo que más querés

### EP
- 2007 : Cóctel de Instantáneo (Mamushka Dogs Records)